# Церковь Непорочного Зачатия Пресвятой Девы Марии (Сан-Кристобаль-де-ла-Лагуна)
Церковь Непорочного Зачатия Пресвятой Девы Марии (исп. Iglesia de la Concepción) — католическая церковь , являющаяся одной из самых важных церквей в городе Сан-Кристобаль-де-ла-Лагуна, остров Тенерифе, Канарские острова, Испания. Является культурно-архитектурным памятником местного значения.

## История
Церковь Непорочного Зачатия Пресвятой Девы Марии является первой католическим храмом, построенным на острове Тенерифе и сегодня является одним из самых важных храмов острова.
Считается, что место для строительства указал завоеватель остров Алонсо Фернандес де Луго после празднования праздника Тела Христова в 1496 году. Храм был построен в 1511 году.
Церковь имеет три нефа и несколько часовен. Отличительную особенность имеет колокольня, построенная в конце семнадцатого века. В настоящее время открыт доступ на башню, с которой можно увидеть большую часть города Сан-Кристобаль-де-ла-Лагуна.
Возле церкви располагается бронзовый памятник Римскому папе Иоанну Павлу II. Памятник был доставлен из Польши и торжественно открыта в 2012 году епископом епархии Сан-Кристобаль-де-ла-Лагуны.
В 1948 году церковь была внесена список культурно-архитектурных памятников.
Ежегодно 8 декабря в Сан-Кристобаль-де-ла-Лагуне отмечается городской праздник, посвящённый Непорочному Зачатию Пресвятой Девы Марии. Во время этого праздника совершается процессия со статуей Девы Марии во главе с епископом епархии Сан-Кристобаль-де-ла-Лагуны.